# Reign of Fear
Reign of Fear — дебютный студийный альбом хеви-метал-группы Rage, вышедший в 1986 году.
Нельзя не отметить значительные перемены в судьбе группы, которые сопутствовали выходу нового альбома. Reign of Fear стал первым альбомом, созданным группой после её переименования из Avenger в Rage. Ввиду растущей популярности немецкого коллектива также была изменена звукозаписывающая студия Wishbone Records на более популярную Noise Records. Продюсером альбома стал Ральф Хьюберт (лидер и продюсер всех альбомов группы Mekong Delta).

## Список композиций
1. «Scared to Death» — 04:31
2. «Deceiver» — 03:32
3. «Reign of Fear» — 03:57
4. «Hand of Glory» — 03:22
5. «Raw Energy» — 03:22
6. «Echoes of Evil» — 04:42
7. «Chaste Flesh» — 04:47
8. «Suicide» — 03:56
9. «Machinery» — 06:15
10. «The Scaffold» — 09:10 (CD-бонус-трек)

## Участники записи
- Питер «Пиви» Вагнер — вокал, бас, акустическая гитара
- Йохан Шрёдер — гитара
- Томас «Гиннес» Грюнинг — гитара
- Йорг Михаэль — ударные